# Seznam nositelů Prezidentské medaile svobody

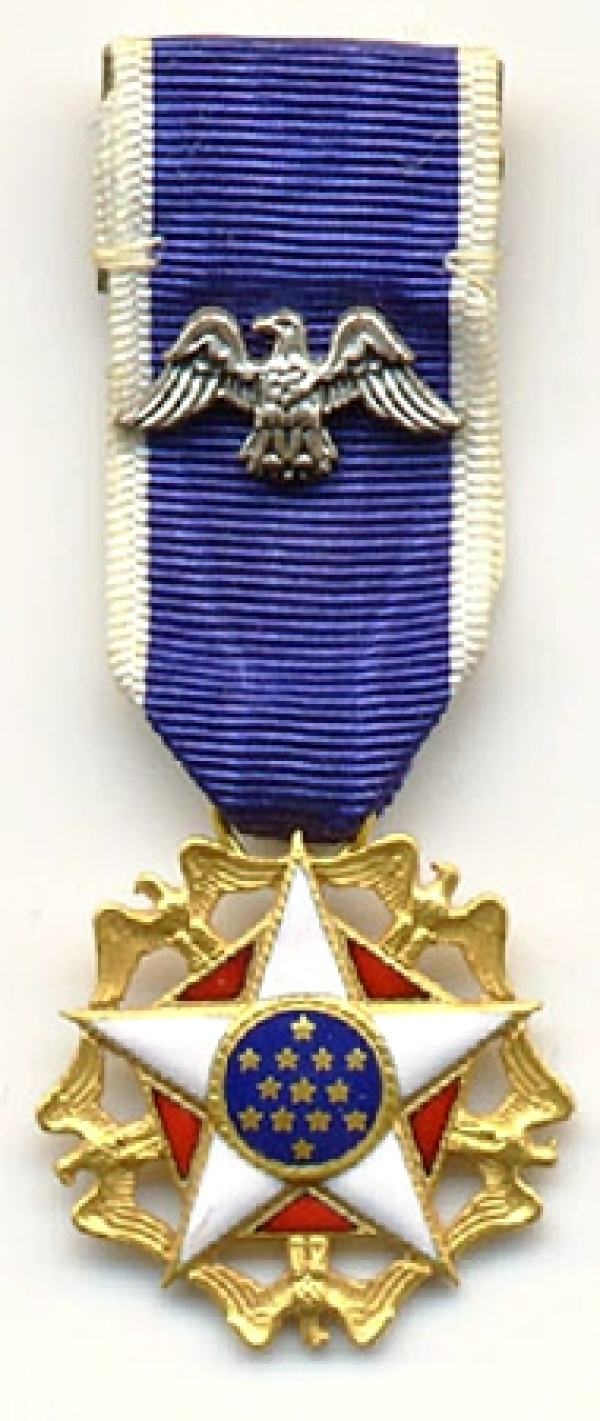
Prezidentská medaile svobody

Jedná se o abecední (neúplný) seznam nositelů Prezidentské medaile svobody, kteří jsou seskupeni podle činnosti, za kterou ocenění získali. Prezidentskou medaili svobody uděluje prezident Spojených států „za zvláště záslužný příspěvek k (1) bezpečnosti nebo národním zájmům Spojených států, nebo (2) světovému míru, nebo za (3) kulturní či jiné významné veřejné nebo soukromé úsilí“; medaile je udělována jednotlivcům vybraným prezidentem nebo jemu doporučených výborem Distinguished Civilian Service Awards Board. Jedinou výjimkou z pravidla, že oceněné vybírá úřadující prezident, byli hned první ocenění, které vybral prezident John F. Kennedy před tím, než na něj byl spáchán atentát. Těm ocenění předal jeho nástupce v úřadu, Lyndon B. Johnson. Americký prezident Barack Obama udělil 123 medailí, nejvíce v historii, následovaný prezidentem Ronaldem Reaganem se 102 oceněnými.

Pouze dva lidé, Ellsworth Bunker a Colin Powell, získali Prezidentskou medaili svobody dvakrát. Colin Powell získal své druhé ocenění s vyznamenáním, zatímco Ellsworth Bunker získal s vyznamenáním obě své medaile.
Tento seznam nezahrnuje ty, kteří získali podobně pojmenovanou, ale odlišnou Medaili svobody, ocenění udělované před rokem 1963.

### Literatura

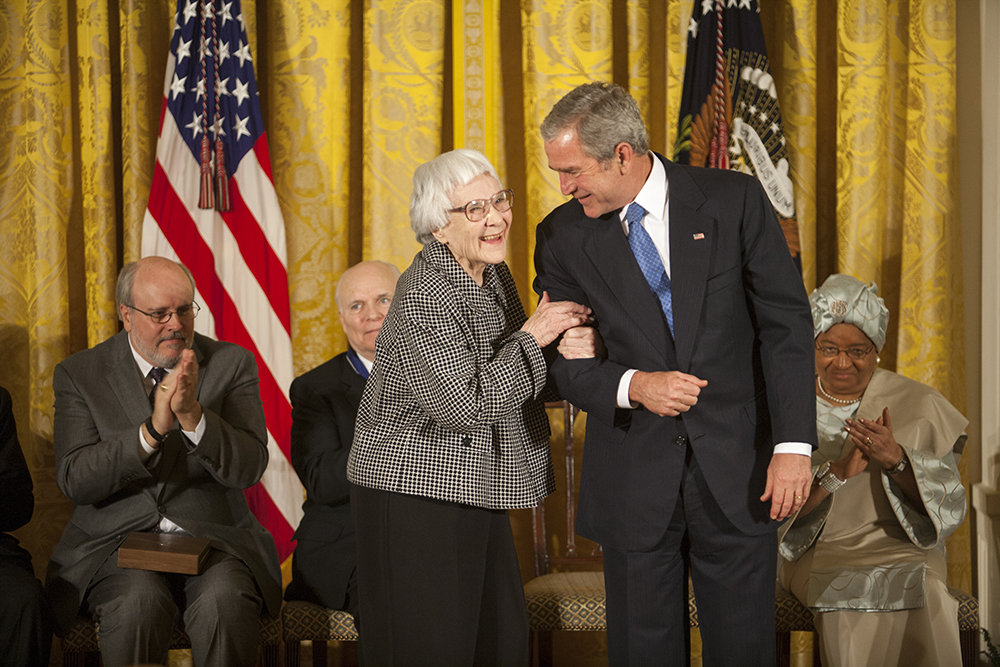
Harper Lee, 2007

## Umění

### Architektura
| Oceněný                  | Rok  | Prezident         | Poznámky |
| ------------------------ | ---- | ----------------- | -------- |
| Ludwig Mies van der Rohe | 1964 | Lyndon B. Johnson | [ 3 ]    |
| Buckminster Fuller       | 1983 | Ronald Reagan     |          |
| I. M. Pei                | 1993 | George H.W. Bush  | [ 4 ]    |
| Frank Gehry              | 2016 | Barack Obama      | [ 5 ]    |

### Malířství
| Oceněný           | Rok  | Prezident         | Poznámky                           |
| ----------------- | ---- | ----------------- | ---------------------------------- |
| Andrew Wyeth      | 1963 | John F. Kennedy   |                                    |
| Willem de Kooning | 1964 | Lyndon B. Johnson |                                    |
| Alexander Calder  | 1977 | Gerald Ford       | uděleno posmrtně                   |
| Georgia O'Keeffe  | 1977 | Gerald Ford       | [ 7 ]                              |
| Norman Rockwell   | 1977 | Gerald Ford       | cenu převzal Rockwellův syn Jarvis |
| Roger L. Stevens  | 1988 | Ronald Reagan     |                                    |
| Jasper Johns      | 2011 | Barack Obama      |                                    |
| Maya Lin          | 2016 | Barack Obama      |                                    |

### Tanec

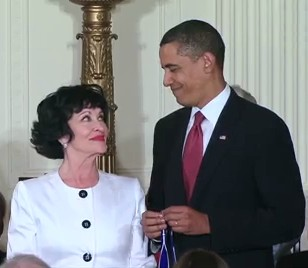
Chita Rivera, 2009

| Oceněný           | Rok  | Prezident     | Poznámky         |
| ----------------- | ---- | ------------- | ---------------- |
| Martha Grahamová  | 1976 | Gerald Ford   | s vyznamenáním   |
| Lucia Chase       | 1980 | Jimmy Carter  |                  |
| George Balanchine | 1983 | Ronald Reagan |                  |
| Lincoln Kirstein  | 1984 | Ronald Reagan | [ 10 ]           |
| Chita Rivera      | 2009 | Barack Obama  | [ 11 ]           |
| Alvin Ailey       | 2014 | Barack Obama  | udělena posmrtně |

### Film
| Oceněný          | Rok  | Prezident         | Poznámky                          |
| ---------------- | ---- | ----------------- | --------------------------------- |
| Walt Disney      | 1964 | Lyndon B. Johnson | označený jako "pan Walter Disney" |
| Lynn Fontanne    | 1964 | Lyndon B. Johnson | [ 14 ]                            |
| Alfred Lunt      | 1964 | Lyndon B. Johnson |                                   |
| Bob Hope         | 1969 | Richard Nixon     |                                   |
| Gregory Peck     | 1969 | Richard Nixon     |                                   |
| Samuel Goldwyn   | 1971 | Richard Nixon     |                                   |
| John Ford        | 1973 | Richard Nixon     |                                   |
| John Wayne       | 1980 | Jimmy Carter      | udělena posmrtně                  |
| Kirk Douglas     | 1981 | Jimmy Carter      |                                   |
| James Cagney     | 1984 | Ronald Reagan     | [ 16 ]                            |
| James Stewart    | 1985 | Ronald Reagan     |                                   |
| Helen Hayes      | 1986 | Ronald Reagan     |                                   |
| Danny Kaye       | 1987 | Ronald Reagan     | udělena posmrtně                  |
| Lucille Ball     | 1989 | George H.W. Bush  | udělena posmrtně                  |
| Audrey Hepburn   | 1992 | George H.W. Bush  |                                   |
| Martha Raye      | 1993 | Bill Clinton      |                                   |
| Lew Wasserman    | 1995 | Bill Clinton      |                                   |
| Charlton Heston  | 2003 | George W. Bush    |                                   |
| Doris Day        | 2004 | George W. Bush    | [ 18 ]                            |
| Rita Moreno      | 2004 | George W. Bush    |                                   |
| Sidney Poitier   | 2009 | Barack Obama      |                                   |
| Meryl Streep     | 2014 | Barack Obama      |                                   |
| Steven Spielberg | 2015 | Barack Obama      | [ 19 ]                            |
| Barbra Streisand | 2015 | Barack Obama      |                                   |
| Robert Redford   | 2016 | Barack Obama      |                                   |
| Robert De Niro   | 2016 | Barack Obama      |                                   |
| Tom Hanks        | 2016 | Barack Obama      |                                   |
| Cicely Tyson     | 2016 | Barack Obama      |                                   |

### Hudba

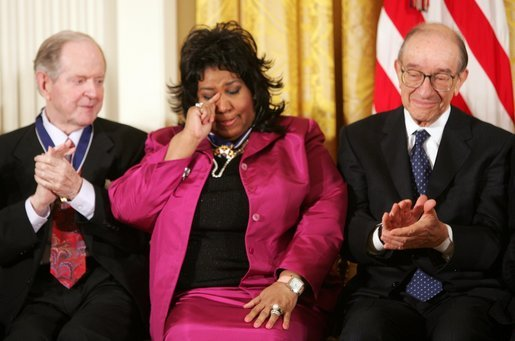
Robert Conquest, Aretha Franklin a Alan Greenspan, 2005

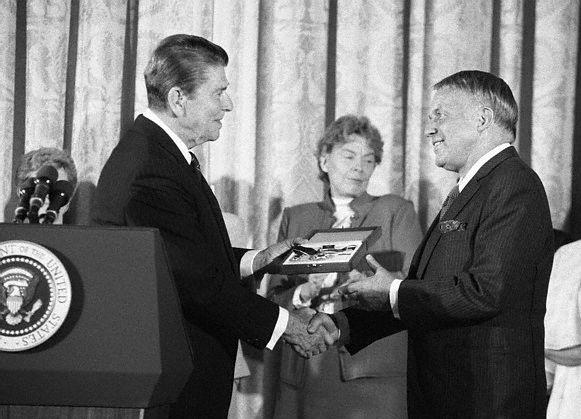
Frank Sinatra, 1985

| Oceněný                                | Rok  | Prezident         | Poznámky         |
| -------------------------------------- | ---- | ----------------- | ---------------- |
| Marian Anderson                        | 1963 | John F. Kennedy   | [ 24 ]           |
| Pablo Casals                           | 1963 | John F. Kennedy   |                  |
| Rudolf Serkin                          | 1963 | John F. Kennedy   |                  |
| Aaron Copland                          | 1964 | Lyndon B. Johnson |                  |
| Leontyne Price                         | 1964 | Lyndon B. Johnson |                  |
| Duke Ellington                         | 1969 | Richard Nixon     |                  |
| Eugene Ormandy                         | 1970 | Richard Nixon     |                  |
| Arthur Rubinstein                      | 1976 | Gerald Ford       | s vyznamenáním   |
| Irving Berlin                          | 1977 | Gerald Ford       |                  |
| Arthur Fiedler                         | 1977 | Gerald Ford       |                  |
| Beverly Sills                          | 1980 | Jimmy Carter      |                  |
| James "Eubie" Blake                    | 1981 | Ronald Reagan     |                  |
| Kate Smith                             | 1982 | Ronald Reagan     |                  |
| Mabel Mercer                           | 1983 | Ronald Reagan     |                  |
| Ernest Jennings "Tennessee Ernie" Ford | 1984 | Ronald Reagan     | [ 25 ]           |
| 'Count' Basie                          | 1985 | Ronald Reagan     | udělena posmrtně |
| Frank Sinatra                          | 1985 | Ronald Reagan     |                  |
| Vladimir Horowitz                      | 1986 | Ronald Reagan     |                  |
| Mstislav Rostropovich                  | 1987 | Ronald Reagan     |                  |
| Meredith Willson                       | 1987 | Ronald Reagan     | udělena posmrtně |
| Pearl Bailey                           | 1988 | Ronald Reagan     |                  |
| Ella Fitzgerald                        | 1992 | George H.W. Bush  |                  |
| Isaac Stern                            | 1992 | George H.W. Bush  |                  |
| Plácido Domingo                        | 2002 | George W. Bush    |                  |
| Van Cliburn                            | 2003 | George W. Bush    |                  |
| Aretha Franklin                        | 2005 | George W. Bush    |                  |
| B. B. King                             | 2006 | George W. Bush    |                  |
| Yo-Yo Ma                               | 2011 | Barack Obama      |                  |
| Bob Dylan                              | 2012 | Barack Obama      |                  |
| Loretta Lynnová                        | 2013 | Barack Obama      | [ 26 ]           |
| Arturo Sandoval                        | 2013 | Barack Obama      |                  |
| Stevie Wonder                          | 2014 | Barack Obama      |                  |
| Emilio Estefan                         | 2015 | Barack Obama      |                  |
| Gloria Estefan                         | 2015 | Barack Obama      |                  |
| Itzhak Perlman                         | 2015 | Barack Obama      |                  |
| Stephen Sondheim                       | 2015 | Barack Obama      |                  |
| Barbra Streisand                       | 2015 | Barack Obama      |                  |
| James Taylor                           | 2015 | Barack Obama      |                  |
| Diana Ross                             | 2016 | Barack Obama      |                  |
| Bruce Springsteen                      | 2016 | Barack Obama      |                  |
| Elvis Presley                          | 2018 | Donald Trump      | udělena posmrtně |
| Bono                                   | 2025 | Joe Biden         |                  |

### Fotografie
| Oceněný         | Rok  | Prezident       | Poznámky |
| --------------- | ---- | --------------- | -------- |
| Edwin H. Land   | 1963 | John F. Kennedy |          |
| Edward Steichen | 1963 | John F. Kennedy |          |
| Ansel Adams     | 1980 | Jimmy Carter    |          |

## Obchod a ekonomika

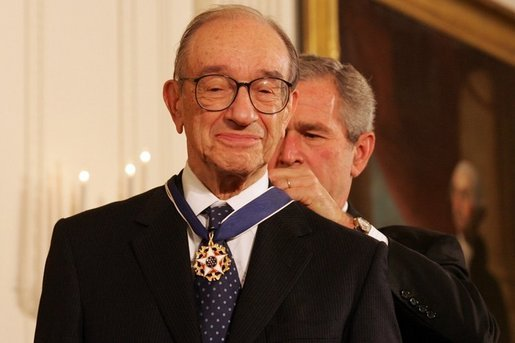
Alan Greenspan, 2005

| Oceněný                  | Rok  | Prezident         | Poznámky         |
| ------------------------ | ---- | ----------------- | ---------------- |
| Clarence B. Randall      | 1963 | John F. Kennedy   |                  |
| Frederick Kappel         | 1964 | Lyndon B. Johnson |                  |
| John L. Lewis            | 1964 | Lyndon B. Johnson |                  |
| Thomas Watson, Jr.       | 1964 | Lyndon B. Johnson |                  |
| Edgar Kaiser             | 1969 | Richard Nixon     |                  |
| David Dubinsky           | 1969 | Richard Nixon     |                  |
| Henry Ford II            | 1969 | Richard Nixon     |                  |
| Laurance Rockefeller     | 1969 | Richard Nixon     |                  |
| Paul G. Hoffman          | 1974 | Gerald Ford       |                  |
| Iorwith Wilbur Abel      | 1977 | Gerald Ford       |                  |
| Tex Thornton             | 1981 | Ronald Reagan     |                  |
| Bryce Harlow             | 1981 | Ronald Reagan     |                  |
| Juan Trippe              | 1985 | Ronald Reagan     | udělena posmrtně |
| Walter Annenberg         | 1986 | Ronald Reagan     |                  |
| An Wang                  | 1986 | Ronald Reagan     |                  |
| Justin Whitlock Dart     | 1987 | Ronald Reagan     | udělena posmrtně |
| Irving Brown             | 1988 | Ronald Reagan     |                  |
| Edward J. DeBartolo, Sr. | 1988 | Ronald Reagan     |                  |
| Milton Friedman          | 1988 | Ronald Reagan     |                  |
| J. Willard Marriott      | 1988 | Ronald Reagan     | udělena posmrtně |
| David Packard            | 1988 | Ronald Reagan     |                  |
| Friedrich Hayek          | 1991 | George H.W. Bush  |                  |
| Sam Walton               | 1992 | George H.W. Bush  |                  |
| Lane Kirkland            | 1994 | Bill Clinton      |                  |
| James Rouse              | 1995 | Bill Clinton      |                  |
| Walter Reuther           | 1995 | Bill Clinton      | udělena posmrtně |
| David Rockefeller        | 1998 | Bill Clinton      |                  |
| Edgar Bronfman, Sr.      | 1999 | Bill Clinton      |                  |
| James E. Burke           | 2000 | Bill Clinton      |                  |
| John Kenneth Galbraith   | 2000 | Bill Clinton      |                  |
| Peter Drucker            | 2002 | George W. Bush    |                  |
| Dave Thomas              | 2003 | George W. Bush    | udělena posmrtně |
| Estée Lauder             | 2004 | George W. Bush    |                  |
| Walter B. Wriston        | 2004 | George W. Bush    |                  |
| Alan Greenspan           | 2005 | George W. Bush    |                  |
| Gary Becker              | 2007 | George W. Bush    |                  |
| Muhammad Júnus           | 2009 | Barack Obama      |                  |
| Warren Buffett           | 2011 | Barack Obama      | [ 27 ]           |
| John J. Sweeney          | 2011 | Barack Obama      |                  |
| Daniel Kahneman          | 2013 | Barack Obama      |                  |
| Robert Solow             | 2014 | Barack Obama      |                  |
| Arthur Laffer            | 2019 | Donald Trump      |                  |

## Výpočetní technika

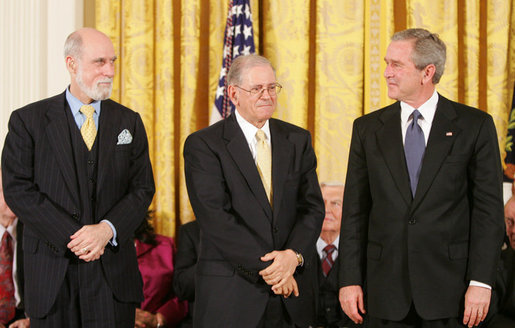
Vinton Cerf a Bob Kahn, 2005

| Oceněný                   | Rok  | Prezident      | Poznámky         |
| ------------------------- | ---- | -------------- | ---------------- |
| Gordon Moore              | 2002 | George W. Bush | [ 28 ]           |
| Vinton Cerf               | 2005 | George W. Bush | [ 29 ]           |
| Robert Kahn               | 2005 | George W. Bush | [ 30 ]           |
| Kontradmirál Grace Hopper | 2016 | Barack Obama   | udělena posmrtně |
| Margaret Hamilton         | 2016 | Barack Obama   |                  |
| Steve Jobs                | 2022 | Joe Biden      | udělena posmrtně |

## Vzdělávání

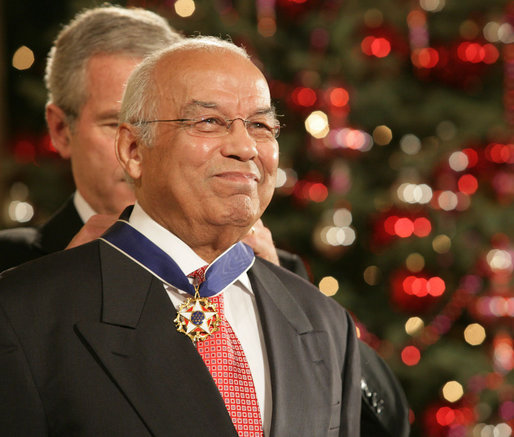
Norman Francis, 2006

| Oceněný                       | Rok  | Prezident         | Poznámky         |
| ----------------------------- | ---- | ----------------- | ---------------- |
| Genevieve Caulfield           | 1963 | John F. Kennedy   |                  |
| James Bryant Conant           | 1963 | John F. Kennedy   | s vyznamenáním   |
| Karl Holton                   | 1963 | John F. Kennedy   |                  |
| Alexander Meiklejohn          | 1963 | John F. Kennedy   |                  |
| George W. Taylor              | 1963 | John F. Kennedy   |                  |
| Detlev Bronk                  | 1964 | Lyndon B. Johnson |                  |
| Rev Theodore Hesburgh, C.S.C. | 1964 | Lyndon B. Johnson |                  |
| Admiral Hyman G. Rickover     | 1980 | Jimmy Carter      |                  |
| Margaret McNamara             | 1981 | Ronald Reagan     |                  |
| James E. Cheek                | 1983 | Ronald Reagan     |                  |
| Jerome H. Holland             | 1985 | Ronald Reagan     | udělena posmrtně |
| Frederick Patterson           | 1987 | Ronald Reagan     |                  |
| Hanna Holborn Gray            | 1991 | George H.W. Bush  |                  |
| Antonia Pantoja               | 1996 | Bill Clinton      |                  |
| Ruth Johnson Colvin           | 2006 | George W. Bush    |                  |
| Norman Francis                | 2006 | George W. Bush    |                  |
| Eduardo J. Padrón             | 2016 | Barack Obama      |                  |

## Dějiny
| Oceněný              | Rok  | Prezident         | Poznámky |
| -------------------- | ---- | ----------------- | -------- |
| Samuel Eliot Morison | 1964 | Lyndon B. Johnson |          |
| Bruce Catton         | 1977 | Gerald Ford       |          |
| Ariel Durant         | 1977 | Gerald Ford       |          |
| Will Durant          | 1977 | Gerald Ford       |          |
| Dumas Malone         | 1983 | Ronald Reagan     |          |
| Roberta Wohlstetter  | 1985 | Ronald Reagan     |          |
| John Hope Franklin   | 1995 | Bill Clinton      |          |
| Vartan Gregorian     | 2004 | George W. Bush    |          |
| Robert Conquest      | 2005 | George W. Bush    |          |
| David McCullough     | 2006 | George W. Bush    |          |

## Humanita
| Oceněný                | Rok  | Prezident         | Poznámky         |
| ---------------------- | ---- | ----------------- | ---------------- |
| Annie D. Wauneka       | 1963 | Lyndon B. Johnson | [ 31 ]           |
| John W. Gardner        | 1964 | Lyndon B. Johnson |                  |
| Eunice Kennedy Shriver | 1984 | Ronald Reagan     | [ 32 ]           |
| Leon Sullivan          | 1991 | George H.W. Bush  |                  |
| Frances Hesselbein     | 1998 | Bill Clinton      |                  |
| Paul Rusesabagina      | 2005 | George W. Bush    |                  |
| Gerda Weissmann Klein  | 2011 | Barack Obama      |                  |
| Juliette Gordon Low    | 2012 | Barack Obama      | udělena posmrtně |
| Bonnie Carroll         | 2015 | Barack Obama      |                  |

## Právo

### Advokáti a soudci
| Oceněný                   | Rok  | Prezident      | Poznámky         |
| ------------------------- | ---- | -------------- | ---------------- |
| Henry J. Friendly         | 1977 | Gerald Ford    |                  |
| Elbert Tuttle             | 1981 | Jimmy Carter   | [ 33 ]           |
| Irving Robert Kaufman     | 1987 | Ronald Reagan  |                  |
| John Minor Wisdom         | 1993 | Bill Clinton   |                  |
| Joseph L. Rauh, Jr.       | 1993 | Bill Clinton   | udělena posmrtně |
| Frank Minis Johnson       | 1995 | Bill Clinton   |                  |
| A. Leon Higginbotham, Jr. | 1995 | Bill Clinton   |                  |
| Oliver White Hill         | 1999 | Bill Clinton   |                  |
| Cruz Reynoso              | 2000 | Bill Clinton   |                  |
| Laurence Silberman        | 2008 | George W. Bush |                  |
| Patricia Wald             | 2013 | Barack Obama   |                  |
| John Doar                 | 2012 | Barack Obama   |                  |
| Newton N. Minow           | 2016 | Barack Obama   |                  |
| Alan Page                 | 2018 | Donald Trump   |                  |

### Soudci nejvyššího soudu
| Oceněný                                  | Rok  | Prezident         | Poznámky         |
| ---------------------------------------- | ---- | ----------------- | ---------------- |
| Přísedící soudce Felix Frankfurter       | 1963 | Lyndon B. Johnson | s vyznamenáním   |
| Přísedící soudce Arthur J. Goldberg      | 1978 | Jimmy Carter      |                  |
| Předseda soudu Earl Warren               | 1981 | Ronald Reagan     | udělena posmrtně |
| Předseda soudu Warren E. Burger          | 1988 | Ronald Reagan     |                  |
| Přísedící soudce Thurgood Marshall       | 1993 | Bill Clinton      | udělena posmrtně |
| Přísedící soudce William J. Brennan, Jr. | 1993 | Bill Clinton      |                  |
| Přísedící soudce Byron White             | 2003 | George W. Bush    | udělena posmrtně |
| Přísedící soudkyně Sandra Day O'Connor   | 2009 | Barack Obama      | [ 36 ]           |
| Přísedící soudce John Paul Stevens       | 2012 | Barack Obama      |                  |
| Přísedící soude Antonin Scalia           | 2018 | Donald Trump      | udělena posmrtně |

## Média

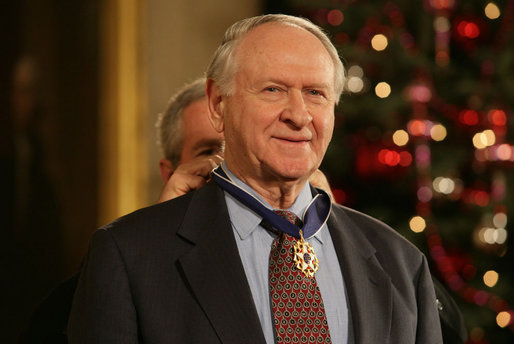
William Safire, 2006.

### Novináři
| Oceněný                 | Rok  | Prezident         | Poznámky         |
| ----------------------- | ---- | ----------------- | ---------------- |
| Mark S. Watson          | 1963 | John F. Kennedy   |                  |
| Edward R. Murrow        | 1964 | Lyndon B. Johnson | s vyznamenáním   |
| Walter Lippmann         | 1964 | Lyndon B. Johnson |                  |
| Ralph McGill            | 1964 | Lyndon B. Johnson |                  |
| Albert Merriman Smith   | 1967 | Lyndon B. Johnson |                  |
| William S. White        | 1969 | Richard Nixon     |                  |
| William M. Henry        | 1970 | Richard Nixon     |                  |
| Earl Charles Behrens    | 1970 | Richard Nixon     | [ 37 ]           |
| Edward T. Folliard      | 1970 | Richard Nixon     |                  |
| Raymond Moley           | 1970 | Richard Nixon     |                  |
| Adela Rogers St. Johns  | 1970 | Richard Nixon     |                  |
| David Lawrence          | 1970 | Richard Nixon     |                  |
| Arthur Krock            | 1970 | Richard Nixon     |                  |
| George Gould Lincoln    | 1970 | Richard Nixon     |                  |
| Lila Acheson Wallace    | 1972 | Richard Nixon     |                  |
| DeWitt Wallace          | 1972 | Richard Nixon     |                  |
| Walter Cronkite         | 1981 | Ronald Reagan     |                  |
| Frank Reynolds          | 1985 | Ronald Reagan     | udělena posmrtně |
| Vermont C. Royster      | 1986 | Ronald Reagan     |                  |
| William F. Buckley, Jr. | 1991 | George H.W. Bush  |                  |
| David Brinkley          | 1992 | George H.W. Bush  |                  |
| Herbert L. Block        | 1994 | Bill Clinton      |                  |
| John H. Johnson         | 1996 | Bill Clinton      |                  |
| Katharine Graham        | 2002 | George W. Bush    | udělena posmrtně |
| Abe Rosenthal           | 2002 | George W. Bush    |                  |
| Robert L. Bartley       | 2004 | George W. Bush    |                  |
| William Safire          | 2006 | George W. Bush    |                  |
| Paul Johnson            | 2006 | George W. Bush    |                  |
| Ben Bradlee             | 2013 | Barack Obama      |                  |
| Tom Brokaw              | 2014 | Barack Obama      |                  |

### Rozhlas

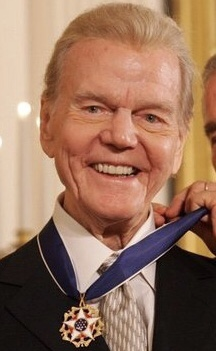
Paul Harvey, 2005

| Oceněný       | Rok  | Prezident      | Poznámky |
| ------------- | ---- | -------------- | -------- |
| Lowell Thomas | 1977 | Gerald Ford    | [ 38 ]   |
| Paul Harvey   | 2005 | George W. Bush |          |
| Rush Limbaugh | 2020 | Donald Trump   |          |

### Televize

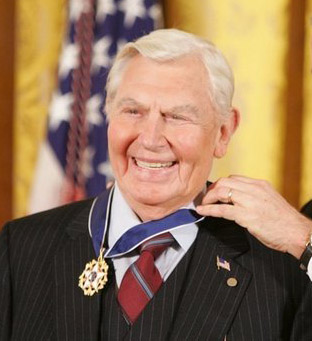
Andy Griffith, 2005

| Oceněný          | Rok  | Prezident        | Poznámky         |
| ---------------- | ---- | ---------------- | ---------------- |
| Lucille Ball     | 1989 | George H.W. Bush | udělena posmrtně |
| Johnny Carson    | 1992 | George H.W. Bush |                  |
| Peggy Charren    | 1995 | Bill Clinton     |                  |
| Joan Ganz Cooney | 1995 | Bill Clinton     |                  |
| Bill Cosby       | 2002 | George W. Bush   |                  |
| Fred Rogers      | 2002 | George W. Bush   |                  |
| Julia Child      | 2003 | George W. Bush   |                  |
| Carol Burnett    | 2005 | George W. Bush   |                  |
| Andy Griffith    | 2005 | George W. Bush   |                  |
| Brian P. Lamb    | 2007 | George W. Bush   |                  |
| Oprah Winfrey    | 2013 | Barack Obama     |                  |
| Marlo Thomas     | 2014 | Barack Obama     |                  |
| Lorne Michaels   | 2016 | Barack Obama     |                  |
| Ellen DeGeneres  | 2016 | Barack Obama     |                  |

## Lékařství
| Oceněný               | Rok  | Prezident         | Poznámky         |
| --------------------- | ---- | ----------------- | ---------------- |
| John F. Enders        | 1963 | John F. Kennedy   |                  |
| Lena Frances Edwards  | 1964 | Lyndon B. Johnson |                  |
| Helen B. Taussig      | 1964 | Lyndon B. Johnson |                  |
| Paul Dudley White     | 1964 | Lyndon B. Johnson |                  |
| Michael DeBakey       | 1969 | Richard Nixon     |                  |
| Charles LeRoy Lowman  | 1974 | Gerald Ford       |                  |
| Jonas Salk            | 1977 | Jimmy Carter      |                  |
| Karl Menninger        | 1981 | Ronald Reagan     |                  |
| Denton Cooley         | 1984 | Ronald Reagan     | [ 39 ]           |
| Albert Sabin          | 1986 | Ronald Reagan     |                  |
| William B. Walsh      | 1987 | Ronald Reagan     |                  |
| C. Everett Koop       | 1995 | Bill Clinton      |                  |
| David Hamburg         | 1996 | Bill Clinton      |                  |
| Donald Henderson      | 2002 | George W. Bush    |                  |
| Arnall Patz           | 2004 | George W. Bush    |                  |
| Benjamin Carson       | 2008 | George W. Bush    |                  |
| Anthony Fauci         | 2008 | George W. Bush    |                  |
| Janet Davison Rowley  | 2009 | Barack Obama      |                  |
| Pedro José Greer, Jr. | 2009 | Barack Obama      |                  |
| Tom Little            | 2011 | Barack Obama      | Udělena posmrtně |
| William Foege         | 2012 | Barack Obama      |                  |

## Vojenství

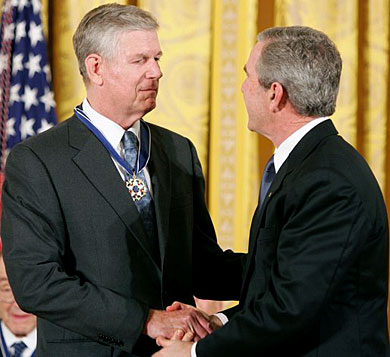
Richard Myers, 2005

| Oceněný                            | Rok  | Prezident        | Poznámky                      |
| ---------------------------------- | ---- | ---------------- | ----------------------------- |
| James E. Webb                      | 1969 | Richard Nixon    |                               |
| John Paul Vann                     | 1972 | Richard Nixon    | udělena posmrtně              |
| Generál armády Omar Bradley        | 1977 | Gerald Ford      |                               |
| Admirál Arleigh Burke              | 1977 | Gerald Ford      |                               |
| Generál Albert Coady Wedemeyer     | 1985 | Ronald Reagan    |                               |
| Generálmajor Chuck Yeager          | 1985 | Ronald Reagan    |                               |
| Kapitán Joseph Rochefort           | 1986 | Ronald Reagan    | udělena posmrtně              |
| Generál Matthew B. Ridgeway        | 1986 | Ronald Reagan    |                               |
| Generál Lyman Lemnitzer            | 1987 | Ronald Reagan    |                               |
| Generálporučík Jimmy Doolittle     | 1989 | George H.W. Bush |                               |
| Generál Colin Powell               | 1991 | George H.W. Bush | oceněn dvakrát                |
| Generál H. Norman Schwarzkopf      | 1991 | George H.W. Bush |                               |
| Generál John W. Vessey             | 1992 | George H.W. Bush |                               |
| General Colin Powell               | 1993 | Bill Clinton     | s vyznamenáním; druhé ocenění |
| Jan Nowak-Jeziorański              | 1996 | Bill Clinton     |                               |
| Generál John Shalikashvili         | 1997 | Bill Clinton     |                               |
| Admirál Elmo Zumwalt               | 1998 | Bill Clinton     |                               |
| Generál Wesley Clark               | 2000 | Bill Clinton     |                               |
| Admirál William J. Crowe           | 2000 | Bill Clinton     |                               |
| Generál Tommy Franks               | 2004 | George W. Bush   |                               |
| Generál Richard B. Myers           | 2005 | George W. Bush   |                               |
| Generál Peter Pace                 | 2008 | George W. Bush   |                               |
| Válečný náčelník Joe Medicine Crow | 2009 | Barack Obama     |                               |
| Kontradmirál Grace Hopper          | 2016 | Barack Obama     | udělena posmrtně              |
| Generál Jack Keane                 | 2020 | Donald Trump     |                               |

## Dobročinná činnost
| Oceněný                 | Rok  | Prezident       | Poznámky |
| ----------------------- | ---- | --------------- | -------- |
| J. Clifford MacDonald   | 1963 | John F. Kennedy |          |
| Lowell Thomas           | 1977 | Gerald Ford     |          |
| Catherine Filene Shouse | 1977 | Gerald Ford     |          |
| Ronnie Eugene Ford      | 1978 | Jimmy Carter    |          |
| Morris I. Leibman       | 1981 | Ronald Reagan   |          |
| Eugene Lang             | 1996 | Bill Clinton    |          |
| Brooke Astor            | 1998 | Bill Clinton    |          |
| Zachary Fisher          | 1998 | Bill Clinton    |          |
| Bill Gates              | 2016 | Barack Obama    |          |
| Melinda Gates           | 2016 | Barack Obama    |          |
| Miriam Adelson          | 2018 | Donald Trump    |          |

## Filozofie
| Oceněný         | Rok  | Prezident        | Poznámky |
| --------------- | ---- | ---------------- | -------- |
| Will Durant     | 1977 | Gerald Ford      | [ 40 ]   |
| Sidney Hook     | 1985 | Ronald Reagan    |          |
| Friedrich Hayek | 1991 | George H.W. Bush |          |

## Politici a ministři

### Aktivisté
| Oceněný                     | Rok  | Prezident         | Poznámky         |
| --------------------------- | ---- | ----------------- | ---------------- |
| Helen Keller                | 1964 | Lyndon B. Johnson |                  |
| Roy Wilkins                 | 1967 | Lyndon B. Johnson |                  |
| Mary Lasker                 | 1969 | Richard Nixon     |                  |
| Martin Luther King, Jr.     | 1977 | Jimmy Carter      | udělena posmrtně |
| Clarence M. Mitchell        | 1980 | Jimmy Carter      |                  |
| Esther Peterson             | 1981 | Jimmy Carter      |                  |
| Andrew Young                | 1981 | Ronald Reagan     |                  |
| Roger Nash Baldwin          | 1981 | Ronald Reagan     |                  |
| Hector Garcia               | 1984 | Ronald Reagan     | [ 41 ]           |
| Lech Wałęsa                 | 1989 | George H.W. Bush  |                  |
| Dorothy Height              | 1994 | Bill Clinton      |                  |
| César Chávez                | 1994 | Bill Clinton      | udělena posmrtně |
| William C. Velasquez        | 1995 | Bill Clinton      | udělena posmrtně |
| Ginetta Sagan               | 1996 | Bill Clinton      |                  |
| Rosa Parks                  | 1996 | Bill Clinton      |                  |
| Mario G. Obledo             | 1998 | Bill Clinton      |                  |
| Fred Korematsu              | 1998 | Bill Clinton      |                  |
| Justin Whitlock Dart, Jr.   | 1998 | Bill Clinton      |                  |
| James L. Farmer, Jr.        | 1998 | Bill Clinton      |                  |
| Arnold Aronson              | 1998 | Bill Clinton      |                  |
| Evelyn Dubrow               | 1999 | Bill Clinton      |                  |
| George G. Higgins           | 2000 | Bill Clinton      |                  |
| Rev. Jesse Jackson          | 2000 | Bill Clinton      |                  |
| Millie Jeffrey              | 2000 | Bill Clinton      |                  |
| Marian Wright Edelman       | 2000 | Bill Clinton      | [ 42 ]           |
| Natan Sharansky             | 2006 | George W. Bush    |                  |
| Benjamin Hooks              | 2007 | George W. Bush    |                  |
| Oscar Elias Biscet          | 2007 | George W. Bush    |                  |
| Rev. Joseph Lowery          | 2009 | Barack Obama      |                  |
| Harvey Milk                 | 2009 | Barack Obama      | udělena posmrtně |
| Sylvia Mendez               | 2011 | Barack Obama      |                  |
| Gordon Hirabayashi          | 2012 | Barack Obama      | udělena posmrtně |
| Dolores Huerta              | 2012 | Barack Obama      |                  |
| Gloria Steinem              | 2013 | Barack Obama      |                  |
| Bayard Rustin               | 2013 | Barack Obama      | udělena posmrtně |
| Cordy Tindell "C.T." Vivian | 2013 | Barack Obama      |                  |
| Andrew Goodman              | 2014 | Barack Obama      | udělena posmrtně |
| James Chaney                | 2014 | Barack Obama      | udělena posmrtně |
| Suzan Shown Harjo           | 2014 | Barack Obama      |                  |
| Ethel Kennedy               | 2014 | Barack Obama      |                  |
| Michael Schwerner           | 2014 | Barack Obama      | udělena posmrtně |
| Minoru Yasui                | 2015 | Barack Obama      | udělena posmrtně |
| Billy Frank, Jr.            | 2015 | Barack Obama      | udělena posmrtně |
| Elouise Cobell              | 2016 | Barack Obama      | udělena posmrtně |

### Diplomacie

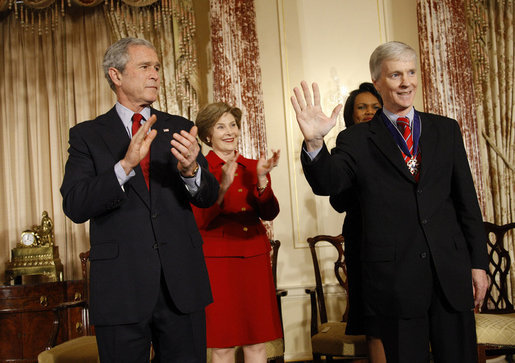
Ryan Crocker, 2009

| Oceněný                   | Rok  | Prezident         | Poznámky               |
| ------------------------- | ---- | ----------------- | ---------------------- |
| Ralph J. Bunche           | 1963 | Lyndon B. Johnson | s vyznamenáním         |
| Ellsworth Bunker          | 1963 | Lyndon B. Johnson | s vyznamenáním         |
| Ellsworth Bunker          | 1967 | Lyndon B. Johnson | podruhé s vyznamenáním |
| Manlio Brosio             | 1971 | Richard Nixon     |                        |
| David K. E. Bruce         | 1976 | Gerald Ford       | s vyznamenáním         |
| Gerard C. Smith           | 1981 | Ronald Reagan     |                        |
| Robert Schwarz Strauss    | 1981 | Ronald Reagan     |                        |
| Philip Habib              | 1982 | Ronald Reagan     |                        |
| Generál Andrew Goodpaster | 1984 | Ronald Reagan     | [ 45 ]                 |
| Jeane Kirkpatrick         | 1985 | Ronald Reagan     |                        |
| Anne L. Armstrong         | 1987 | Ronald Reagan     |                        |
| George F. Kennan          | 1989 | George H.W. Bush  |                        |
| Harry W. Shlaudeman       | 1992 | George H.W. Bush  |                        |
| Sol M. Linowitz           | 1998 | Bill Clinton      |                        |
| Ryan Crocker              | 2009 | George W. Bush    | [ 46 ]                 |
| Jean Kennedy Smith        | 2011 | Barack Obama      |                        |
| Jan Karski                | 2012 | Barack Obama      | udělena posmrtně       |

### Environmentalismus
| Oceněný                    | Rok  | Prezident        | Poznámky         |
| -------------------------- | ---- | ---------------- | ---------------- |
| Horace M. Albright         | 1980 | Jimmy Carter     |                  |
| Rachel Carson              | 1980 | Jimmy Carter     | udělena posmrtně |
| Roger Tory Peterson        | 1980 | Jimmy Carter     |                  |
| Russell E. Train           | 1991 | George H.W. Bush |                  |
| Marjory Stoneman Douglas   | 1993 | Bill Clinton     |                  |
| Margaret Murie             | 1998 | Bill Clinton     |                  |
| Edgar Wayburn              | 1999 | Bill Clinton     |                  |
| Gilbert Melville Grosvenor | 2004 | George W. Bush   |                  |
| John H. Adams              | 2011 | Barack Obama     |                  |

### Zpravodajské služby

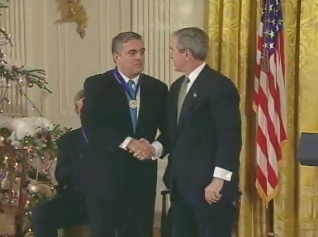
George Tenet, 2004.

| Oceněný            | Rok  | Prezident      | Poznámky                                                       |
| ------------------ | ---- | -------------- | -------------------------------------------------------------- |
| Whittaker Chambers | 1984 | Ronald Reagan  | [ 47 ] [ 48 ] [ 49 ] [ 50 ] [ 51 ] [ 52 ] [ 53 ] [ 54 ] [ 55 ] |
| Jean MacArthur     | 1988 | Ronald Reagan  |                                                                |
| George Tenet       | 2004 | George W. Bush |                                                                |

### Hlavy cizích států nebo vlád

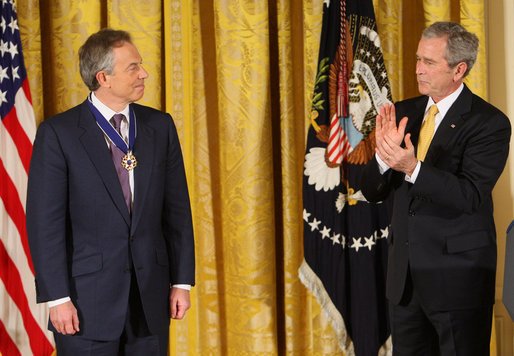
Tony Blair, 2009

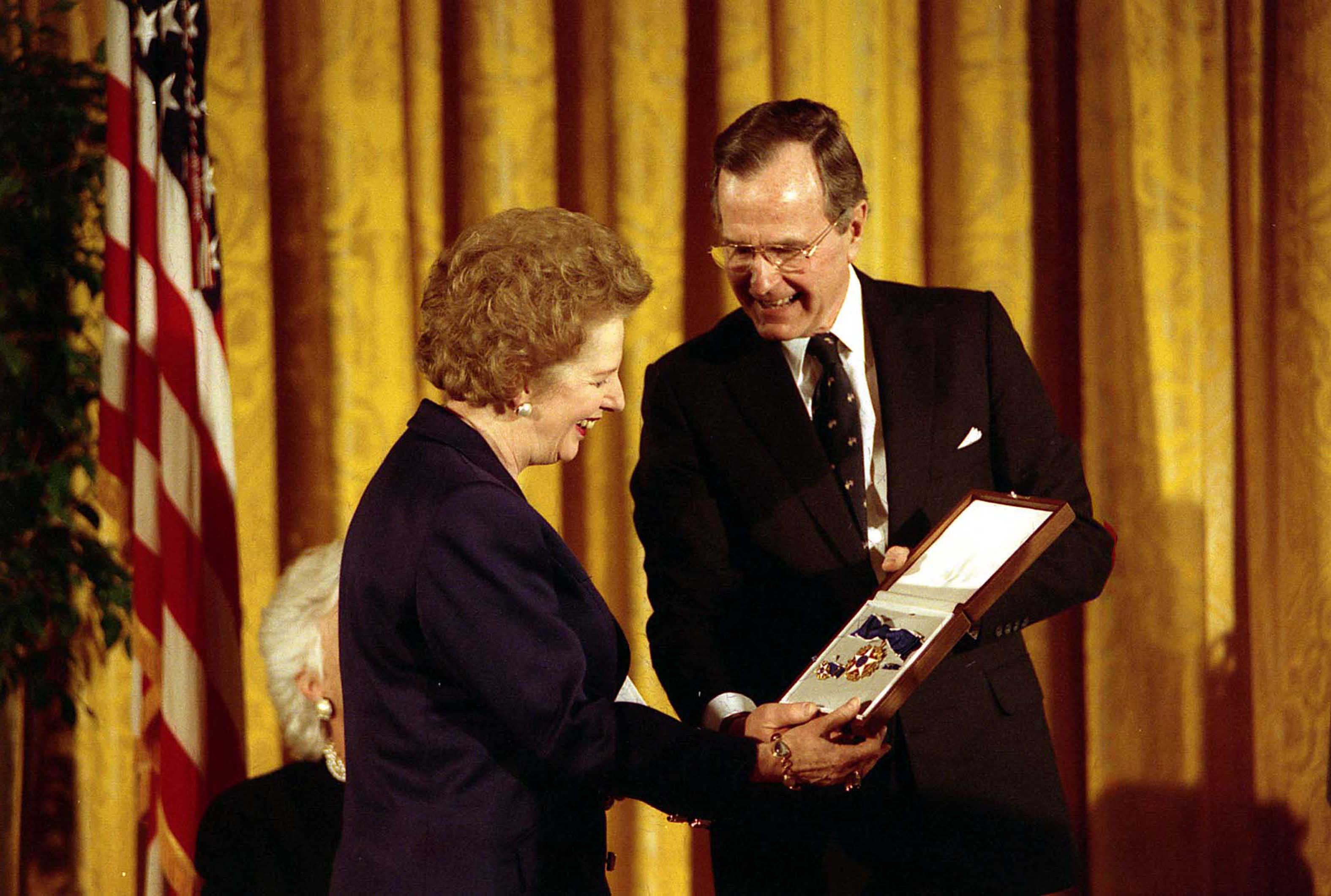
Margaret Thatcher, 1991

| Oceněný               | Rok  | Stát                  | Prezident        | Poznámky         |
| --------------------- | ---- | --------------------- | ---------------- | ---------------- |
| Joseph Luns           | 1984 | Nizozemí              | Ronald Reagan    |                  |
| Carlos P. Romulo      | 1984 | Filipíny              | Ronald Reagan    |                  |
| Anwar el-Sadat        | 1984 | Egypt                 | Ronald Reagan    | udělena posmrtně |
| Margaret Thatcher     | 1991 | Velká Británie        | George H.W. Bush |                  |
| Wilma Mankiller       | 1998 | Národ Cherokee        | Bill Clinton     | [ 57 ]           |
| Helmut Kohl           | 1999 | Německo               | Bill Clinton     |                  |
| Nelson Mandela        | 2002 | Jihoafrická republika | George W. Bush   |                  |
| Václav Havel          | 2003 | Česko                 | George W. Bush   |                  |
| Ellen Johnson Sirleaf | 2007 | Libérie               | George W. Bush   |                  |
| Tony Blair            | 2009 | Velká Británie        | George W. Bush   | [ 58 ]           |
| John Howard           | 2009 | Austrálie             | George W. Bush   |                  |
| Álvaro Uribe          | 2009 | Kolumbie              | George W. Bush   |                  |
| Mary Robinson         | 2009 | Irsko                 | Barack Obama     |                  |
| Angela Merkel         | 2011 | Německo               | Barack Obama     |                  |
| Shimon Peres          | 2012 | Izrael                | Barack Obama     |                  |

### Členové vlády USA

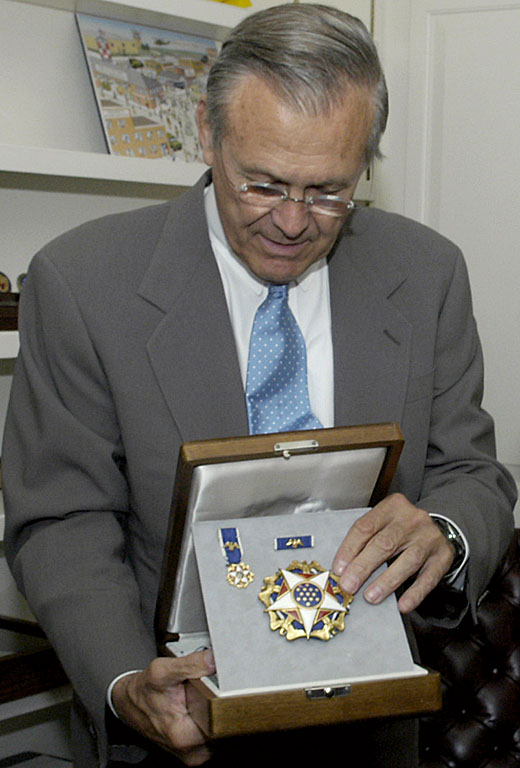
Donald Rumsfeld představuje medaili z roku 1977 Medal (oceněn s vyznamenáním)

| Oceněný                          | Rok  | Prezident         | Poznámky         |
| -------------------------------- | ---- | ----------------- | ---------------- |
| Robert A. Lovett                 | 1963 | John F. Kennedy   | s vyznamenáním   |
| Dean Acheson                     | 1964 | Lyndon B. Johnson | s vyznamenáním   |
| Robert S. McNamara               | 1968 | Lyndon B. Johnson |                  |
| Clark Clifford                   | 1969 | Richard Nixon     | s vyznamenáním   |
| Dean Rusk                        | 1969 | Richard Nixon     | s vyznamenáním   |
| Cyrus Vance                      | 1969 | Richard Nixon     |                  |
| Averell Harriman                 | 1969 | Richard Nixon     | s vyznamenáním   |
| William P. Rogers                | 1973 | Richard Nixon     |                  |
| Melvin Laird                     | 1974 | Gerald Ford       |                  |
| Donald Rumsfeld                  | 1977 | Gerald Ford       | s vyznamenáním   |
| Henry Kissinger                  | 1977 | Gerald Ford       |                  |
| Warren Christopher               | 1981 | Ronald Reagan     |                  |
| Zbigniew Brzezinski              | 1981 | Ronald Reagan     |                  |
| Harold Brown                     | 1981 | Ronald Reagan     |                  |
| Caspar Weinberger                | 1987 | Ronald Reagan     | s vyznamenáním   |
| Malcolm Baldrige, Jr.            | 1988 | Ronald Reagan     | udělena posmrtně |
| George P. Shultz                 | 1989 | George H.W. Bush  |                  |
| C. Douglas Dillon                | 1989 | George H.W. Bush  |                  |
| Dick Cheney, jako ministr obrany | 1991 | George H.W. Bush  | [ 59 ]           |
| James Baker                      | 1991 | George H.W. Bush  |                  |
| Arthur Flemming                  | 1994 | Bill Clinton      |                  |
| William T. Coleman, Jr.          | 1995 | Bill Clinton      |                  |
| William Perry                    | 1997 | Bill Clinton      |                  |
| Elliot Richardson                | 1998 | Bill Clinton      |                  |
| Norman Mineta                    | 2006 | George W. Bush    |                  |
| Donna Shalala                    | 2008 | George W. Bush    |                  |
| Robert Gates                     | 2011 | Barack Obama      |                  |
| Madeleine Albright               | 2012 | Barack Obama      |                  |
| Edwin Meese                      | 2019 | Donald Trump      |                  |

### První dámy USA

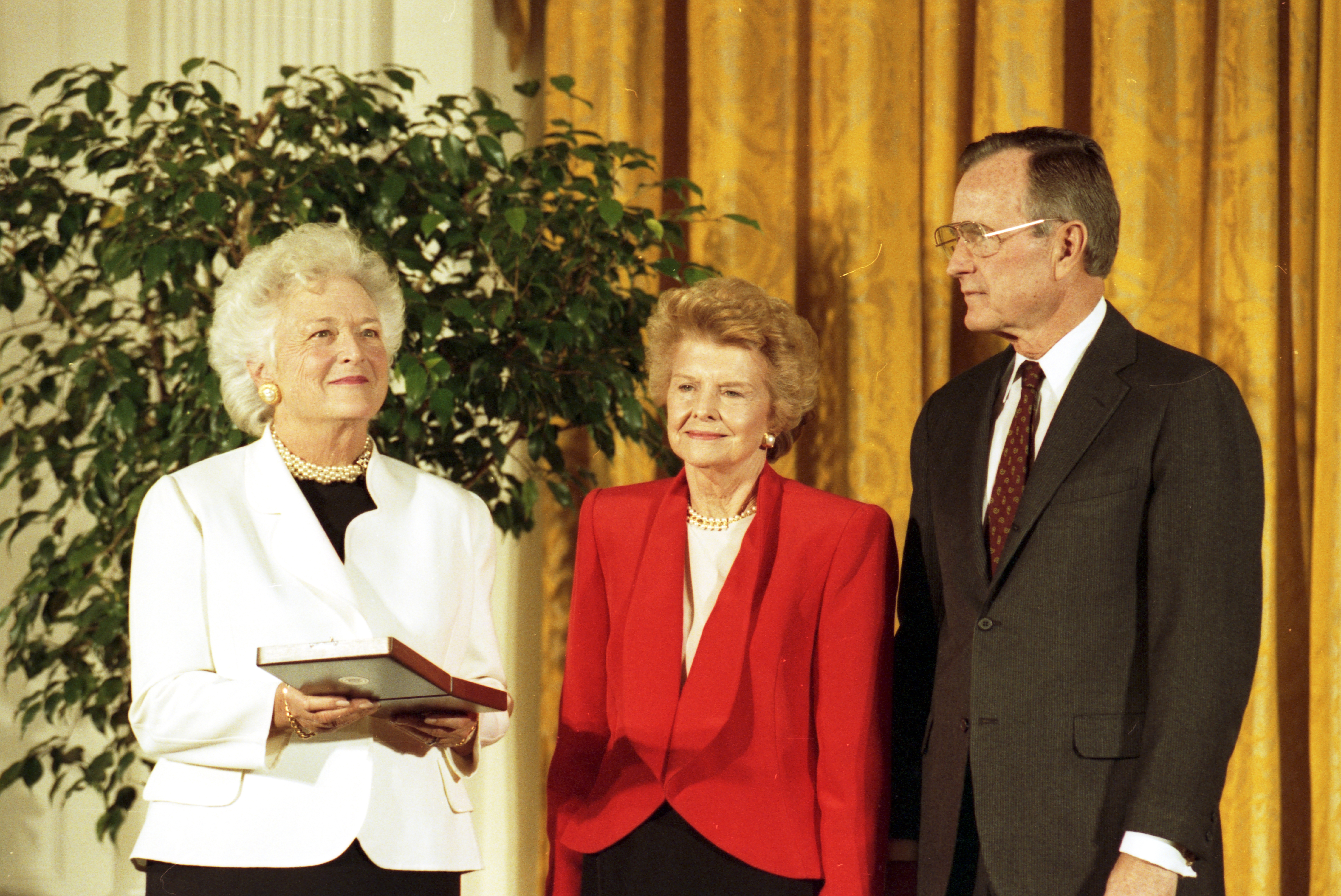
Betty Ford, 1992

| Oceněná           | Rok  | Prezident        | Poznámky |
| ----------------- | ---- | ---------------- | -------- |
| Lady Bird Johnson | 1977 | Gerald Ford      | [ 60 ]   |
| Betty Ford        | 1991 | George H.W. Bush | [ 60 ]   |
| Rosalynn Carter   | 1999 | Bill Clinton     |          |
| Nancy Reagan      | 2002 | George W. Bush   |          |
| Hillary Clinton   | 2025 | Joe Biden        |          |

### Členové Kongresu USA

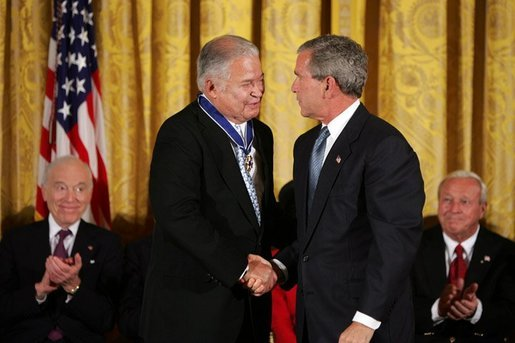
Senátor Edward Brooke, 2004

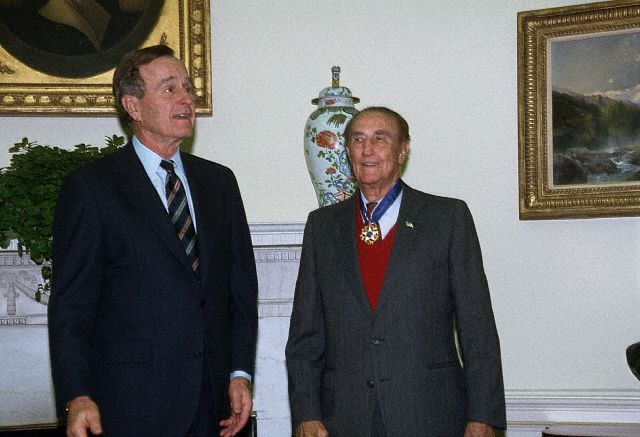
Senátor Strom Thurmond, 1993

| Oceněný                                              | Rok  | Prezident         | Poznámky         |
| ---------------------------------------------------- | ---- | ----------------- | ---------------- |
| Člen Sněmovny reprezentantů Carl Vinson              | 1964 | Lyndon B. Johnson | s vyznamenáním   |
| Člen Sněmovny reprezentantů Walter Judd              | 1981 | Ronald Reagan     |                  |
| Senátor Edmund Muskie                                | 1981 | Ronald Reagan     |                  |
| Senátor Jacob K. Javits                              | 1983 | Ronald Reagan     |                  |
| Člen Sněmovny reprezentantů Clare Boothe Luce        | 1983 | Ronald Reagan     |                  |
| Senátor Henry M. Jackson                             | 1984 | Ronald Reagan     | udělena posmrtně |
| Senátor Howard H. Baker, Jr.                         | 1984 | Ronald Reagan     | [ 61 ]           |
| Senátor Barry Goldwater                              | 1986 | Ronald Reagan     |                  |
| Senátor Mike Mansfield                               | 1989 | George H.W. Bush  |                  |
| Člen Sněmovny reprezentantů Claude Pepper            | 1989 | George H.W. Bush  |                  |
| Senátor Margaret Chase Smith                         | 1989 | George H.W. Bush  |                  |
| Člen Sněmovny reprezentantů Tip O'Neill              | 1991 | George H.W. Bush  |                  |
| Senátor Strom Thurmond                               | 1993 | George H.W. Bush  |                  |
| Senátor William Fulbright                            | 1993 | Bill Clinton      |                  |
| Členka Sněmovny reprezentantů Barbara Jordan         | 1994 | Bill Clinton      |                  |
| Člen Sněmovny reprezentantů Robert H. Michel         | 1994 | Bill Clinton      |                  |
| Senátor Gaylord Nelson                               | 1995 | Bill Clinton      |                  |
| Člen Sněmovny reprezentantů Mo Udall                 | 1996 | Bill Clinton      |                  |
| Senátor Bob Dole                                     | 1997 | Bill Clinton      |                  |
| Člen Sněmovny reprezentantů Dante B. Fascell         | 1998 | Bill Clinton      |                  |
| Senátor Lloyd Bentsen                                | 1999 | Bill Clinton      |                  |
| Senátor George J. Mitchell                           | 1999 | Bill Clinton      |                  |
| Senátor George McGovern                              | 2000 | Bill Clinton      |                  |
| Senátor John Chafee                                  | 2000 | Bill Clinton      | udělena posmrtně |
| Senátor Daniel Patrick Moynihan                      | 2000 | Bill Clinton      |                  |
| Člen Sněmovny reprezentantů G. V. (Sonny) Montgomery | 2005 | George W. Bush    |                  |
| Člen Sněmovny reprezentantů Henry Hyde               | 2007 | George W. Bush    |                  |
| Člen Sněmovny reprezentantů Tom Lantos               | 2008 | George W. Bush    |                  |
| Člen Sněmovny reprezentantů Jack Kemp                | 2009 | Barack Obama      | udělena posmrtně |
| Senátor Edward Kennedy                               | 2009 | Barack Obama      |                  |
| Člen Sněmovny reprezentantů John Lewis               | 2011 | Barack Obama      |                  |
| Senator Daniel Inouye                                | 2013 | Barack Obama      | udělena posmrtně |
| Senátor Richard Lugar                                | 2013 | Barack Obama      |                  |
| Člen Sněmovny reprezentantů John Dingell             | 2014 | Barack Obama      |                  |
| Člen Sněmovny reprezentantů Abner J. Mikva           | 2014 | Barack Obama      |                  |
| Členka Sněmovny reprezentantů Patsy Mink             | 2014 | Barack Obama      | udělena posmrtně |
| Člen Sněmovny reprezentantů Edward Roybal            | 2014 | Barack Obama      | udělena posmrtně |
| Členka Sněmovny reprezentantů Shirley Chisholm       | 2015 | Barack Obama      | udělena posmrtně |
| Člen Sněmovny reprezentantů Lee H. Hamilton          | 2015 | Barack Obama      |                  |
| Senátorka Barbara Mikulski                           | 2015 | Barack Obama      |                  |
| Senátor Orrin Hatch                                  | 2018 | Donald Trump      |                  |

### Prezidenti USA

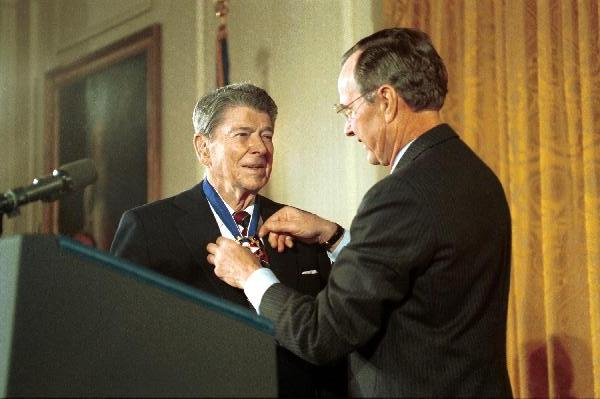
Bývalý prezident Ronald Reagan, 13. ledna 1993

| Oceněný           | Rok  | Prezident         | Poznámky                            |
| ----------------- | ---- | ----------------- | ----------------------------------- |
| John F. Kennedy   | 1963 | Lyndon B. Johnson | 35. prezident USA; udělena posmrtně |
| Lyndon B. Johnson | 1980 | Jimmy Carter      | 36. prezident USA; udělena posmrtně |
| Ronald Reagan     | 1993 | George H.W. Bush  | 40. prezident USA; s vyznamenáním   |
| Gerald Ford       | 1999 | Bill Clinton      | 38. prezident USA                   |
| Jimmy Carter      | 1999 | Bill Clinton      | 39. prezident USA                   |
| George H. W. Bush | 2011 | Barack Obama      | 41. prezident USA                   |
| Bill Clinton      | 2013 | Barack Obama      | 42. prezident USA                   |

### Viceprezidenti USA

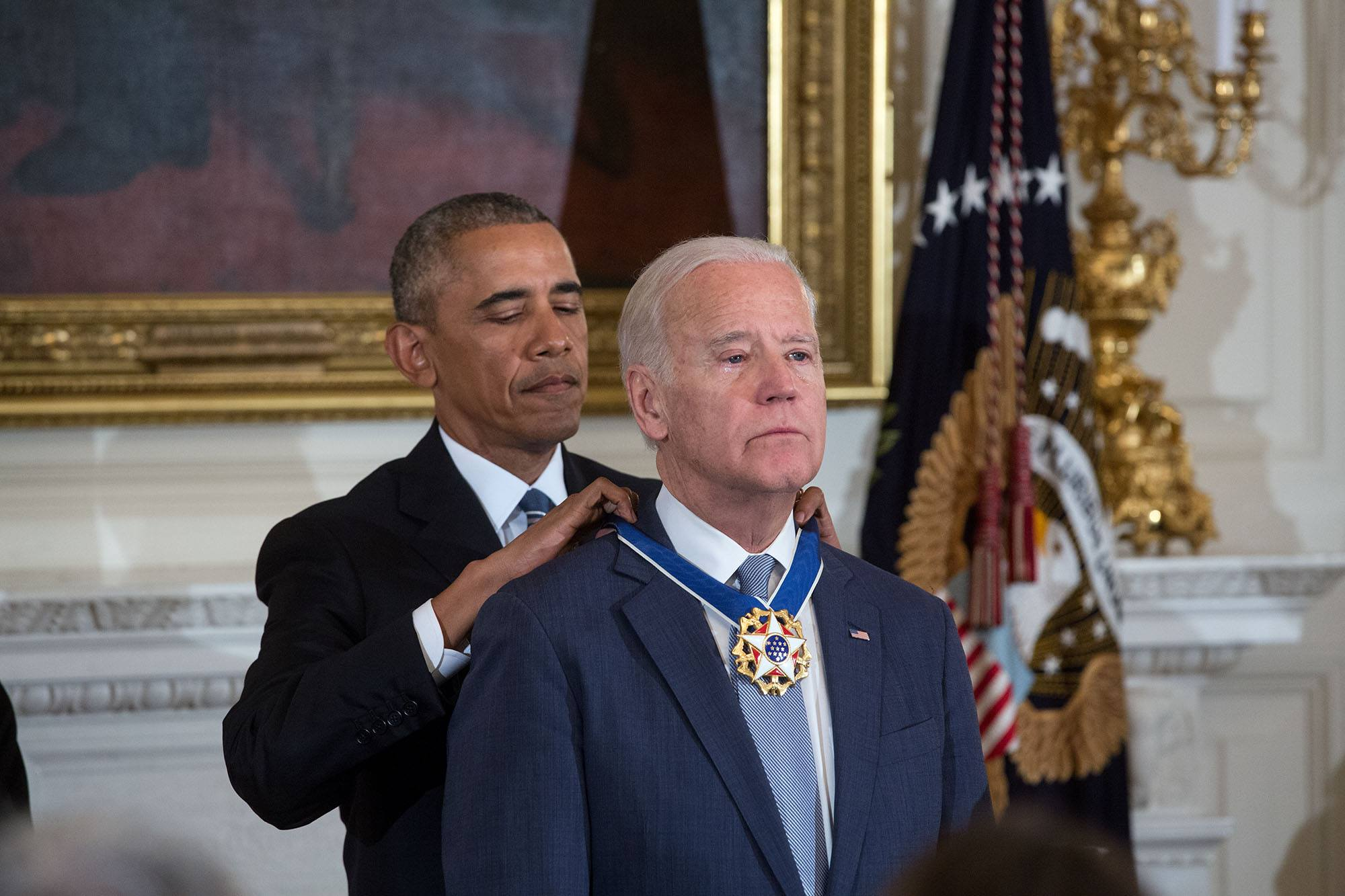
Prezident Obama uděluje Prezidentskou medaili svobody s vyznamenáním viceprezidentovi Joe Bidenovi, 12. ledna 2017.

| Oceněný               | Rok  | Prezident    | Poznámky                                |
| --------------------- | ---- | ------------ | --------------------------------------- |
| Nelson A. Rockefeller | 1977 | Gerald Ford  | 41. viceprezident USA                   |
| Hubert H. Humphrey    | 1980 | Jimmy Carter | 38. viceprezident USA, udělena posmrtně |
| Joseph R. Biden Jr.   | 2017 | Barack Obama | 47. viceprezident USA, s vyznamenáním   |

### Další politické osobnosti
| Oceněný                                               | Rok  | Prezident         | Poznámky                                                                        |
| ----------------------------------------------------- | ---- | ----------------- | ------------------------------------------------------------------------------- |
| Guvernér Luis Muñoz Marín                             | 1963 | John F. Kennedy   | s vyznamenáním                                                                  |
| Guvernér Herbert H. Lehman                            | 1963 | Lyndon B. Johnson | Lehman zemřel den před ceremoniálem, medaili převzala jeho vdova 28. ledna 1964 |
| Spojenecký vysoký komisař John J. McCloy              | 1963 | Lyndon B. Johnson | s vyznamenáním                                                                  |
| George Meany                                          | 1963 | Lyndon B. Johnson | [ 69 ]                                                                          |
| Jean Monnet                                           | 1963 | Lyndon B. Johnson | s vyznamenáním                                                                  |
| Velvyslanec Eugene M. Locke                           | 1967 | Lyndon B. Johnson |                                                                                 |
| Robert W. Komer                                       | 1967 | Lyndon B. Johnson |                                                                                 |
| Walt Rostow                                           | 1969 | Richard Nixon     |                                                                                 |
| Whitney Young                                         | 1969 | Richard Nixon     |                                                                                 |
| Eugene R. Black, Sr.                                  | 1969 | Richard Nixon     |                                                                                 |
| McGeorge Bundy                                        | 1969 | Richard Nixon     |                                                                                 |
| Administrátor FEMA John Macy                          | 1969 | Richard Nixon     |                                                                                 |
| William J. Hopkins                                    | 1971 | Richard Nixon     |                                                                                 |
| Guvernérka Ella T. Grasso                             | 1981 | Ronald Reagan     | udělena posmrtně                                                                |
| Leo Cherne                                            | 1984 | Ronald Reagan     |                                                                                 |
| Náměstek ministra obrany Paul Nitze                   | 1985 | Ronald Reagan     |                                                                                 |
| Ředitel CIA John McCone                               | 1987 | Ronald Reagan     |                                                                                 |
| Peter Carrington, 6. baron z Carringtonu              | 1988 | Ronald Reagan     |                                                                                 |
| Velvyslanec Vernon Walters                            | 1991 | George H.W. Bush  |                                                                                 |
| Ředitel CIA William Webster                           | 1991 | George H.W. Bush  |                                                                                 |
| Brent Scowcroft                                       | 1991 | George H.W. Bush  |                                                                                 |
| Generální tajemník OSN Javier Perez de Cuellar        | 1991 | George H.W. Bush  |                                                                                 |
| Guvernér Luis A. Ferré                                | 1991 | George H.W. Bush  |                                                                                 |
| Paul Drabinski                                        | 1993 | Bill Clinton      |                                                                                 |
| Zástupce generálního tajemníka OSN James P. Grant     | 1994 | Bill Clinton      |                                                                                 |
| Velvyslanec Sargent Shriver                           | 1994 | Bill Clinton      |                                                                                 |
| James Brady                                           | 1996 | Bill Clinton      |                                                                                 |
| Albert Shanker                                        | 1998 | Bill Clinton      | udělena posmrtně                                                                |
| Max Kampelman                                         | 1999 | Bill Clinton      |                                                                                 |
| Simon Wiesenthal                                      | 2000 | Bill Clinton      |                                                                                 |
| Státní radní Myanmaru Aung San Suu Kyi                | 2000 | Bill Clinton      |                                                                                 |
| Irving Kristol                                        | 2002 | George W. Bush    |                                                                                 |
| Generální tajemník NATO Baron Robertson of Port Ellen | 2003 | George W. Bush    |                                                                                 |
| Norman Podhoretz                                      | 2004 | George W. Bush    |                                                                                 |
| Paul Bremer                                           | 2004 | George W. Bush    |                                                                                 |
| Administrator William Ruckelshaus                     | 2015 | Barack Obama      |                                                                                 |

## Náboženství
| Recipient                                           | Year | President         | Notes            |
| --------------------------------------------------- | ---- | ----------------- | ---------------- |
| Papež Jan XXIII.                                    | 1963 | Lyndon B. Johnson | udělena posmrtně |
| Reinhold Niebuhr                                    | 1964 | Lyndon B. Johnson |                  |
| Arcibiskup americký Iakovos                         | 1980 | Jimmy Carter      |                  |
| Rev Billy Graham                                    | 1983 | Ronald Reagan     |                  |
| Rev Norman Vincent Peale                            | 1984 | Ronald Reagan     | [ 71 ]           |
| Terence Cardinal Cooke, bývalý arcibiskup New Yorku | 1984 | Ronald Reagan     | udělena posmrtně |
| Matka Tereza                                        | 1985 | Ronald Reagan     |                  |
| Joseph Cardinal Bernardin, arcibiskup Chicaga       | 1996 | Bill Clinton      |                  |
| Sestra Isolina Ferré                                | 1999 | Bill Clinton      |                  |
| Rev Gardner C. Taylor                               | 2000 | Bill Clinton      |                  |
| Gordon B. Hinckley                                  | 2004 | George W. Bush    |                  |
| Papež Jan Pavel II.                                 | 2004 | George W. Bush    | s vyznamenáním   |
| Desmond Tutu, emeritní arcibiskup Kapského Města    | 2009 | Barack Obama      |                  |
| Papež František                                     | 2025 | Joe Biden         | s vyznamenáním   |

## Vědci

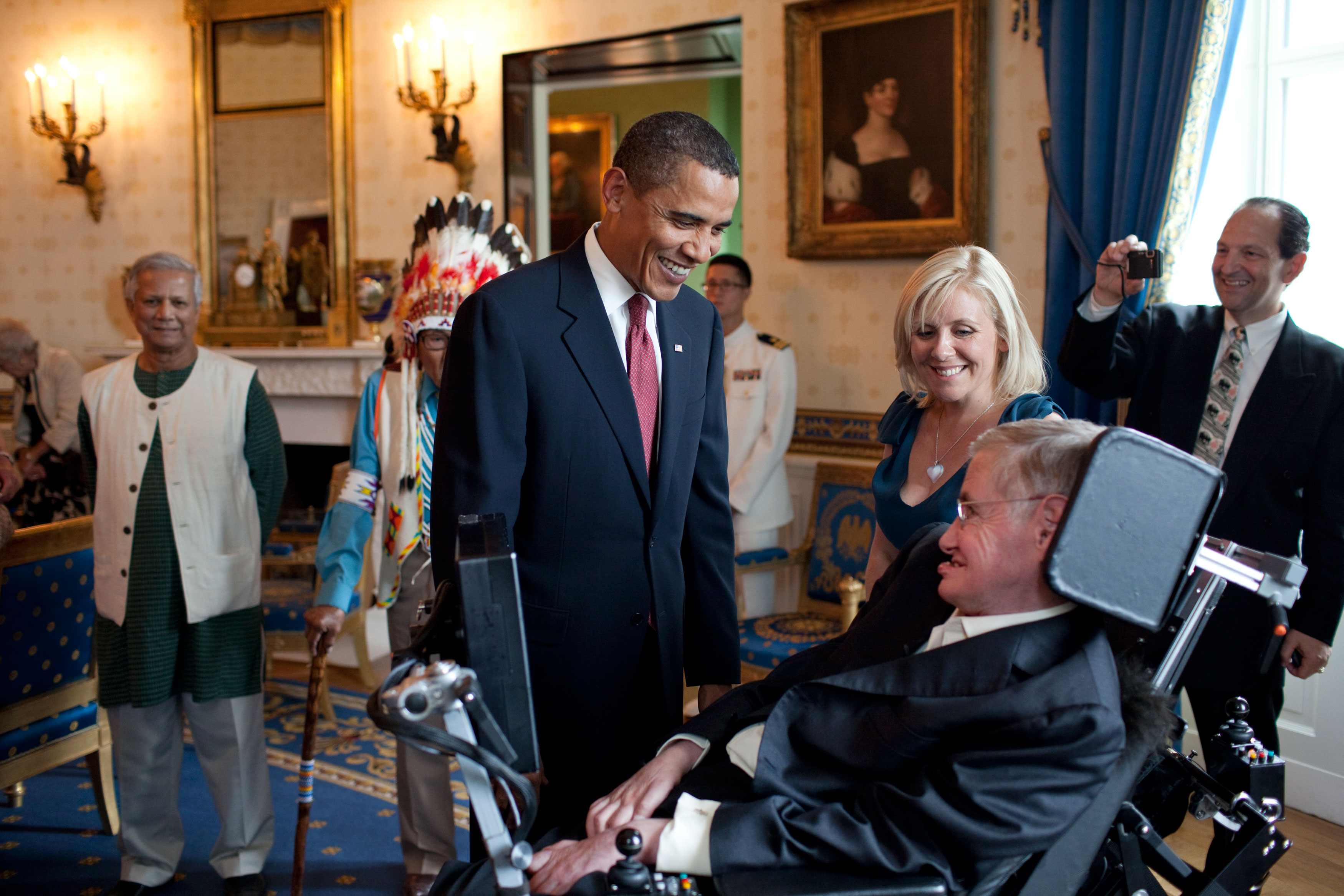
Stephen Hawking, 2009

| Oceněný               | Rok  | Prezident         | Poznámky         |
| --------------------- | ---- | ----------------- | ---------------- |
| Alan Tower Waterman   | 1963 | John F. Kennedy   |                  |
| Clarence Johnson      | 1964 | Lyndon B. Johnson |                  |
| Lewis Mumford         | 1964 | Lyndon B. Johnson |                  |
| John Bardeen          | 1977 | Gerald Ford       |                  |
| Norman Borlaug        | 1977 | Gerald Ford       |                  |
| James D. Watson       | 1977 | Gerald Ford       |                  |
| Margaret Mead         | 1979 | Jimmy Carter      | udělena posmrtně |
| Rachel Carson         | 1980 | Jimmy Carter      | udělena posmrtně |
| Simon Ramo            | 1983 | Ronald Reagan     |                  |
| Jacques-Yves Cousteau | 1985 | Ronald Reagan     |                  |
| George Low            | 1985 | Ronald Reagan     | udělena posmrtně |
| Robert Coles          | 1998 | Bill Clinton      |                  |
| Mathilde Krim         | 2000 | Bill Clinton      |                  |
| Edward Teller         | 2003 | George W. Bush    |                  |
| James Q. Wilson       | 2003 | George W. Bush    |                  |
| Joshua Lederberg      | 2006 | George W. Bush    |                  |
| Francis Collins       | 2007 | George W. Bush    |                  |
| Stephen Hawking       | 2009 | Barack Obama      |                  |
| Mario Molina          | 2013 | Barack Obama      |                  |
| Mildred Dresselhaus   | 2014 | Barack Obama      |                  |
| Richard Garwin        | 2016 | Barack Obama      |                  |
| Margaret Hamilton     | 2016 | Barack Obama      |                  |

## Dobyvatelé vesmíru

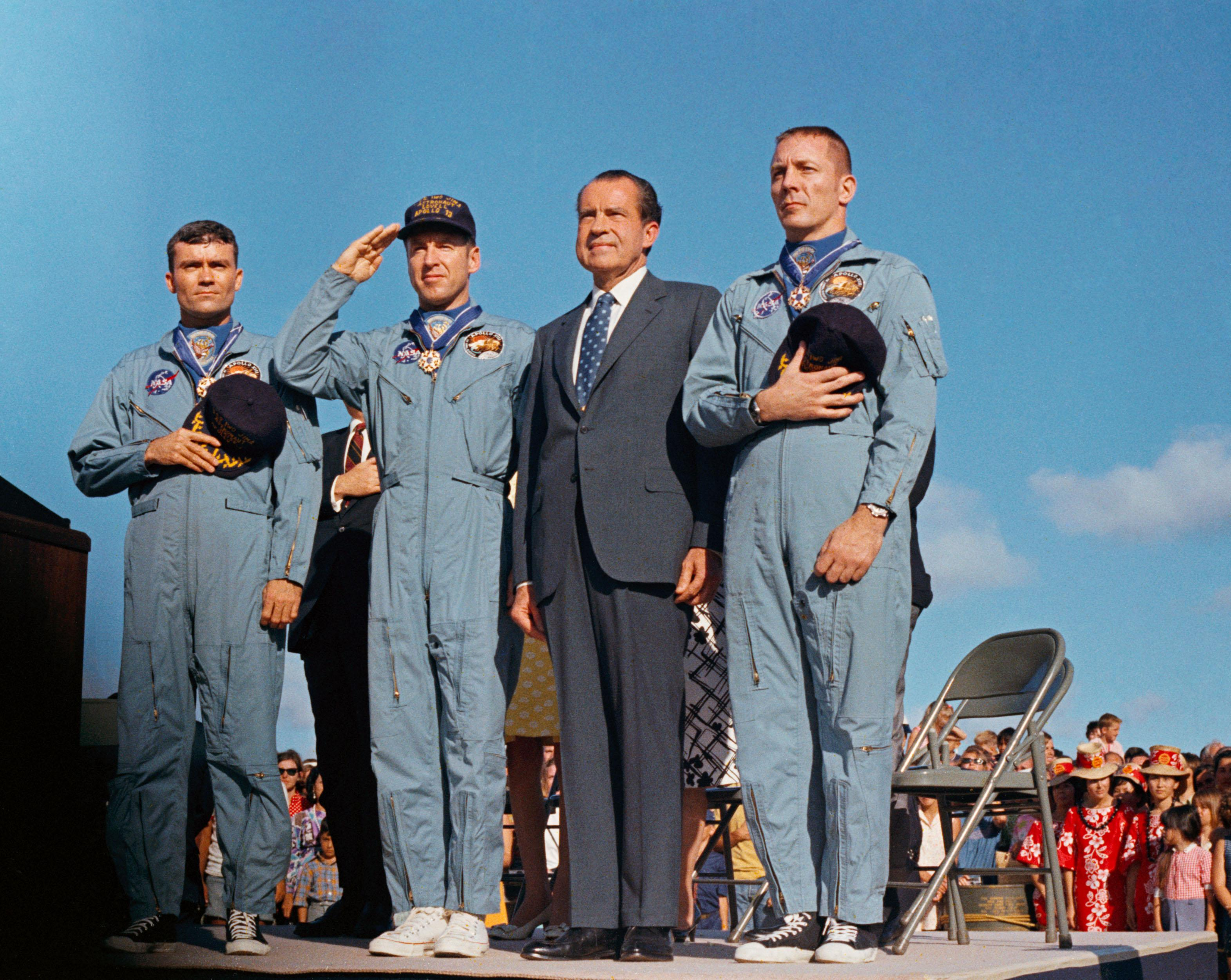
Astronauté Apolla 13 byli oceněni medailí prezidentem Richardem Nixonem v roce 1970.

| Oceněný              | Rok  | Mise                                      | Prezident     | Poznámky         |
| -------------------- | ---- | ----------------------------------------- | ------------- | ---------------- |
| Edwin "Buzz" Aldrin  | 1969 | Apollo 11                                 | Richard Nixon | s vyznamenáním   |
| Neil Armstrong       | 1969 | Apollo 11                                 | Richard Nixon | s vyznamenáním   |
| Michael Collins      | 1969 | Apollo 11                                 | Richard Nixon | s vyznamenáním   |
| Fred Haise           | 1970 | Apollo 13                                 | Richard Nixon |                  |
| Jim Lovell           | 1970 | Apollo 13                                 | Richard Nixon |                  |
| Jack Swigert         | 1970 | Apollo 13                                 | Richard Nixon |                  |
| George Abbey         | 1970 | Apollo 13                                 | Richard Nixon |                  |
| Gerald D. Griffin    | 1970 | Apollo 13                                 | Richard Nixon |                  |
| Gene Kranz           | 1970 | Apollo 13                                 | Richard Nixon |                  |
| Glynn Lunney         | 1970 | Apollo 13                                 | Richard Nixon |                  |
| James W. McBarron II | 1970 | Apollo 13                                 | Richard Nixon |                  |
| Edgar Mitchell       | 1970 | Apollo 13                                 | Richard Nixon |                  |
| Sigurd A Sjoberg     | 1970 | Apollo 13                                 | Richard Nixon | [ 73 ]           |
| Milton L. Windler    | 1970 | Apollo 13                                 | Richard Nixon |                  |
| John Glenn           | 2012 | Mercury-Atlas 6 a STS-95                  | Barack Obama  |                  |
| Sally Ride           | 2013 | Space Shuttle Challenger STS-7 a STS-41-G | Barack Obama  | udělena posmrtně |
| Katherine Johnson    | 2015 | NASA matematici                           | Barack Obama  |                  |

## Sportovci

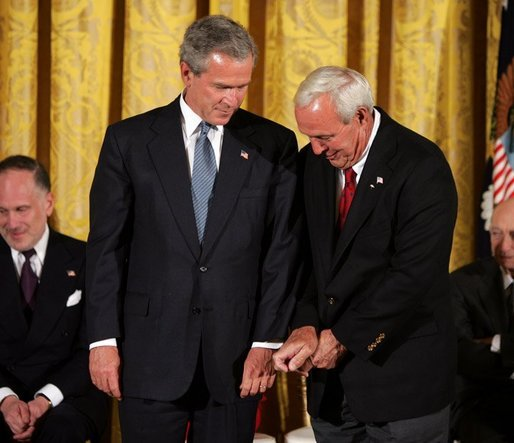
Arnold Palmer, 2004

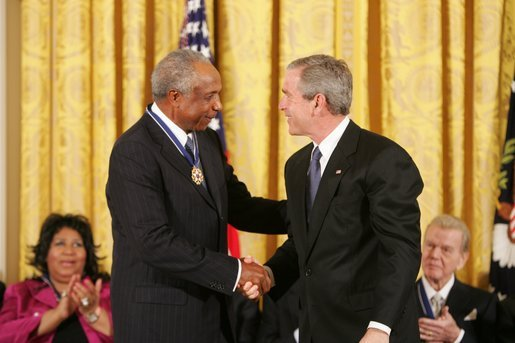
Frank Robinson, 2005

| Oceněný              | Rok  | Sport               | Prezident         | Poznámky                   |
| -------------------- | ---- | ------------------- | ----------------- | -------------------------- |
| Robert J. H. Kiphuth | 1963 | Plavání             | Lyndon B. Johnson | navržen Johnem F. Kennedym |
| Jesse Owens          | 1976 | Track               | Gerald Ford       | [ 75 ]                     |
| Joe DiMaggio         | 1977 | Baseball            | Gerald Ford       | [ 76 ]                     |
| Paul "Bear" Bryant   | 1983 | Americký fotbal     | Ronald Reagan     | udělena posmrtně           |
| Jackie Robinson      | 1984 | Baseball            | Ronald Reagan     | udělena posmrtně           |
| Earl Blaik           | 1986 | Americký fotbal     | Ronald Reagan     |                            |
| Ted Williams         | 1991 | Baseball            | George H.W. Bush  |                            |
| Richard Petty        | 1992 | Automobilové závody | George H.W. Bush  |                            |
| Hank Aaron           | 2002 | Baseball            | George W. Bush    |                            |
| John Wooden          | 2003 | Basketbal           | George W. Bush    |                            |
| Roberto Clemente     | 2003 | Baseball            | George W. Bush    | udělena posmrtně           |
| Arnold Palmer        | 2004 | Golf                | George W. Bush    |                            |
| Jack Nicklaus        | 2005 | Golf                | George W. Bush    |                            |
| Muhammad Ali         | 2005 | Box                 | George W. Bush    |                            |
| Frank Robinson       | 2005 | Baseball            | George W. Bush    |                            |
| Buck O'Neil          | 2006 | Baseball            | George W. Bush    |                            |
| Billie Jean King     | 2009 | Tenis               | Barack Obama      |                            |
| Bill Russell         | 2011 | Basketbal           | Barack Obama      |                            |
| Stan Musial          | 2011 | Baseball            | Barack Obama      |                            |
| Pat Summitt          | 2012 | Basketbal           | Barack Obama      |                            |
| Dean Smith           | 2013 | Basketbal           | Barack Obama      |                            |
| Ernie Banks          | 2013 | Baseball            | Barack Obama      | [ 78 ]                     |
| Charles Sifford      | 2014 | Golf                | Barack Obama      |                            |
| Yogi Berra           | 2015 | Baseball            | Barack Obama      | udělena posmrtně           |
| Willie Mays          | 2015 | Baseball            | Barack Obama      |                            |
| Vin Scully           | 2016 | Baseball            | Barack Obama      |                            |
| Kareem Abdul-Jabbar  | 2016 | Basketbal           | Barack Obama      |                            |
| Michael Jordan       | 2016 | Basketbal           | Barack Obama      |                            |
| Babe Ruth            | 2018 | Baseball            | Donald Trump      | udělena posmrtně           |
| Roger Staubach       | 2018 | Americký fotbal     | Donald Trump      |                            |
| Tiger Woods          | 2019 | Golf                | Donald Trump      |                            |
| Bob Cousy            | 2019 | Basketbal           | Donald Trump      |                            |
| Jerry West           | 2019 | Basketbal           | Donald Trump      |                            |
| Mariano Rivera       | 2019 | Baseball            | Donald Trump      |                            |
| Roger Penske         | 2019 | Automobilové závody | Donald Trump      |                            |
| Jim Ryun             | 2020 | Track               | Donald Trump      |                            |
| Lou Holtz            | 2020 | Americký fotbal     | Donald Trump      |                            |
| Dan Gable            | 2020 | Zápas               | Donald Trump      |                            |
| Mildred Didriksonová | 2021 | Golf                | Donald Trump      | udělena posmrtně           |
| Magic Johnson        | 2025 | basketbal           | Joe Biden         |                            |
| Lionel Messi         | 2025 | fotbal              | Joe Biden         |                            |